# Diospyros umbrosa
Diospyros umbrosa är en tvåhjärtbladig växtart som beskrevs av Frank White. Diospyros umbrosa ingår i släktet Diospyros och familjen Ebenaceae. Inga underarter finns listade i Catalogue of Life.